# 보이드 뱅스
보이드 뱅크스(Boyd Banks, 1964년 4월 16일 ~ )는 캐나다의 배우이다.

## 출연 작품
- 집행자들
- 은밀한 유혹: 내가 잠든 동안에
- 디아블로 : 어둠의 파수꾼
- 집행자들
- 알 곤 퀸
- 뱅 뱅 베이비
- 플리즈 킬 미스터 노우 잇 올
- 폰 티 풀
- 유 마이트 애즈 웰 리브
- 쿠퍼스 카메라
- 후키드 온 스피드맨
- 행크 앤 마이크
- 러브 그루
- 다이어리 오브 데드
- 리틀 러너
- 천년을 흐르는 사랑
- 해롤드와 쿠마
- 신데렐라 맨
- 랜드 오브 데드
- 햄 & 치즈
- 필 더 에이리언
- 뉴욕 미니트
- 새벽의 저주
- 리퍼브릭 오브 러브
- 위험한 사돈
- 제이슨 X
- 턱시도 - 빅 역
- 프랜서
- 도그 파크
- 코 끝에 매달린 사나이
- 못말리는 해결사
- 크래쉬
- 더블 플레이
- 로스트 걸 시즌 1